# Brad Jones (football américain)
Pour les articles homonymes, voir Brad Jones.
(en) Statistiques sur pro-football-reference
Bradley Edward Jones (né le 1er avril 1986 à Lansing) est un joueur américain de football américain. Il joue actuellement avec les Packers de Green Bay.

## Lycée
Jones joue à la East Lansing High School de 2000 à 2003. Il est capitaine de l'équipe en 2003 et meilleur joueur du lycée. Il est nommé dans la First-Team All-State et reconnu meilleur défenseur de l'année par le Lansing State Journal.

## Carrière

### Universitaire
Il arrive en 2004 à l'université du Colorado et fait sa première saison sur le banc (redshirt). Il commence à jouer en 2005, effectuant treize matchs dont le Champs Sports Bowl, faisant vingt tacles. Lors de la saison 2006, il est troisième de l'équipe au niveau des tacles avec soixante-douze. En 2007, il joue le Independence Bowl et effectue lors de cette saison soixante douze tacles. Pour sa dernière saison à l'université, il est nommé codéfenseur de l'année par les entraineurs, remportant le Dave Jones Award. Il fait soixante-dix-huit tacles ainsi que sept sacks.

### Professionnelle
Brad Jones est sélectionné au septième tour du draft de la NFL de 2009, au 218e choix par les Packers de Green Bay. Alors qu'il arrive dans l'équipe active, il doit occuper le poste de Aaron Kampman s'étant blessé gravement et tient le rôle de linebacker, faisant quatre sacks, une passe déviée ainsi que vingt-deux tacles. Jones profite de la signature la saison suivante de Kampman avec les Jaguars de Jacksonville pour prendre le poste de titulaire mais se blesse aux adducteurs contre les Vikings du Minnesota, ne jouant que six matchs (dont cinq comme titulaire) lors de la saison 2010 qui voit les Packers remporter le Super Bowl XLV.